# Gymnopilus marasmioides
Gymnopilus marasmioides là một loài nấm thuộc họ Cortinariaceae.